# Poltár
Poltár és una ciutat d'Eslovàquia. Es troba a la regió de Banská Bystrica, és capital del districte de Poltár.

## Història
La primera menció escrita de la vila es remunta al 1330.

## Demografia
| Godina             | 1994 | 2004   | 2014   | 2024    |
| ------------------ | ---- | ------ | ------ | ------- |
| Nombre de persones | 5960 | 5977   | 5742   | 5123    |
| Diferència         |      | +0,28% | −3,93% | −10,78% |

| Godina             | 2023 | 2024   |
| ------------------ | ---- | ------ |
| Nombre de persones | 5170 | 5123   |
| Diferència         |      | −0,90% |